# Saint-Jean-de-Savigny
Saint-Jean-de-Savigny é uma comuna francesa na região administrativa da Normandia, no departamento Mancha. Estende-se por uma área de 7,5 km². Em 2010 a comuna tinha 450 habitantes (densidade: 60 hab./km²).